# Dexter Lawrence
Dexter Lawrence II (* 12. November 1997 in Wake Forest, North Carolina) ist ein American-Football-Spieler auf der Position des Nose Tackles für die New York Giants der National Football League (NFL). Er spielte College Football in Clemson.

## Karriere

### Highschool
Lawrence spielte seine ganze Highschool-Karriere an der Wake Forest High School. Während seiner Highschool-Karriere hatte er 28 Sacks, 204 Tackles, 6 Forced Fumbles und 1 Interception.
Lawrence war auch ein imposanter Basketballspieler für die Wake Forest High School. Basketball war zu dieser Zeit immer seine erste Leidenschaft.

#### Rekrutierung
Lawrence wurde als der beste Prospect (dt. Perspektivspieler) aus North Carolina angesehen. Unter anderem zog Lawrence die Clemson Tigers, Florida Gators, Florida State Seminoles, Alabama Crimson Tide und NC State Wolfpack in Betracht. Am Ende unterschrieb er bei Clemson und wurde somit zum höchstbewerteten Spieler, der je bei Clemson unterschrieb. Lawrence wäre fast nicht in Clemson gelandet. Auf dem Weg zu seinem ersten inoffiziellen Besuch wurden Lawrence und seine Mutter in einen Autounfall verwickelt. Obwohl niemand verletzt wurde, erinnert sich Lawrence, dass seine Mutter sagte: „Wir werden nie wieder nach Clemson zurückkehren“. Bei einem weiteren Besuch, ein Jahr später, entschied sich Lawrence, dass Clemson der richtige Ort sei, und unterschrieb.

### College
Im Jahr 2016 spielte Lawrence in 12 Spielen für die Tiger als Defensive Tackle. Während der gesamten regulären Saison verzeichnete er 55 Tackles und 5 Sacks. Die 5 Sacks, die er in seinem ersten Jahr erzielte, sind ein Clemson-Rekord. Lawrence schlug den bisherigen Rekord von 4 Sacks von William Perry, Ricky Sapp und Shaq Lawson. Lawrence wurde später zum ACC Defensive Rookie of the Year 2016 ernannt. Lawrence war Teil des Clemson-Teams beim College Football Playoff National Championship Game 2017 gegen Alabama. In diesem Spiel besiegte Clemson Alabama mit 35-31 Punkten, und Lawrence erzielte vier Tackles. Im College Football Playoff National Championship Game 2018 gewann Lawrence mit Clemson erneut gegen Alabama, mit 44-16 Punkten. Dexter wurde von den College Football Playoffs 2019 ausgeschlossen, nachdem man ihn positiv auf die verbotene Substanz Ostarin getestet hatte. Nach der Saison entschied sich Lawrence, auf sein letztes Jahr zu verzichten und sich für den NFL Draft 2019 bereitzuhalten.

### NFL
Lawrence verletzte sein linkes Bein bei seinem zweiten Versuch des 40-Yard-Dashs während des NFL Combine 2019.
Dexter Lawrence wurde von den New York Giants mit dem 17. Pick im NFL Draft 2019 ausgewählt. Die Giants erwarben den Pick ursprünglich als Teil eines Handels, der Odell Beckham Jr. zu den Cleveland Browns schickte.

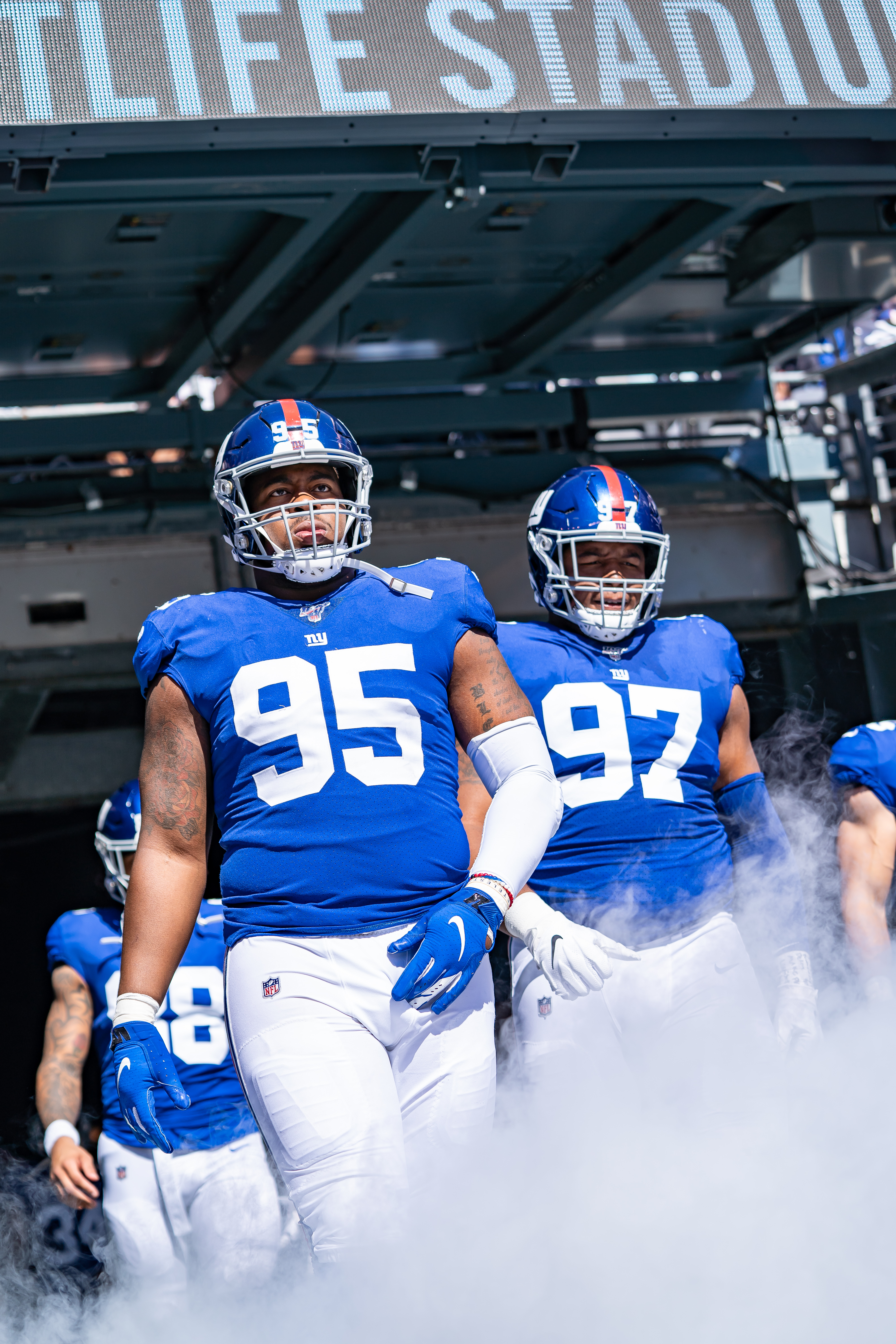
Lawrence in einem Spiel gegen die Washington Redskins

In Woche 3 der Saison 2019 gegen die Tampa Bay Buccaneers erzielte Lawrence beim 32:31-Sieg den ersten Sack seiner Karriere gegen den Quarterback Jameis Winston.
Am 28. April 2022 nahmen die Giants die Option für das fünfte Jahr in Lawrences Rookie-Vertrag wahr.

## Persönliches
Lawrence ist der Sohn von Julia Parker und Dexter Lawrence Sr., sein Vater war Linebacker an der Arkansas State University. Lawrences jüngerer Bruder Devon spielte als Runningback an der University of North Carolina.